# Donald Wandrei
Donald Albert Wandrei (* 20. April 1908 in Saint Paul, Minnesota; † 15. Oktober 1987 ebenda) war ein US-amerikanischer Autor von Science-Fiction-, Fantasy- und Horrorliteratur sowie Lyriker und Herausgeber. Sein jüngerer Bruder war der Künstler, Illustrator und Science-Fiction-Autor Howard Wandrei.

## Jugend, Studium, Literatur
Geboren wurde Donald Wandrei in Saint Paul, Minnesota. Seine Großeltern gehörten zu den ersten Siedlern dort. Donalds Vater, Albert Christian Wandrei, war Chefherausgeber in der West Publishing Company, Amerikas führendem Verlag für Gesetzbücher. Aufgewachsen ist Donald im Haus seiner Eltern (1152 Portland Ave, St Paul), wo er seine meiste Lebenszeit verbrachte – abgesehen von einem Dienst bei der Armee und gelegentlichen Aufenthalten in New York und Hollywood. Er unternahm regelmäßige Wanderungen durch die Wälder am Minnesota River; später brachte er unter anderem August Derleth die feine Kunst des Morchel-Findens bei.
Während er 1921–1924 die Central High School in Saint Paul besuchte, verfasste er Textbeiträge für die Schülerzeitung und war begeisterter Leser des Magazins Science and Invention. Ab 1923 arbeitete er in Teilzeit als Bibliothekshilfe in der Saint Paul Public Library; außerdem war er 1923 und 1924 abendliche Hilfskraft in der Hill Reference Library. Dies verschaffte ihm Zugang zu einer schier unbegrenzten Vielfalt an Literatur. 1928 graduierte er als Bachelor of Arts für Englisch an der University of Minnesota, wo er die Studentenzeitung The Minnesota Daily mitherausgab. Enormen Einfluss auf ihn hatte zu dieser Zeit die Novelle The Hill of Dreams von Arthur Machen, den auch Wandreis Brieffreund H.P. Lovecraft sehr schätzte.

## Freundschaft mit Lovecraft u. a.
Wandrei begann 1926, ambitioniert zu schreiben, und etwa ab 1932 schrieb er hauptberuflich. Ende 1927 reiste er per Anhalter von Minnesota nach Rhode Island, um dort seinen Freund H.P. Lovecraft zu besuchen, der mit ihm anschließend mehrere Nostalgie-Touren unternahm – durch Providence, Boston, Salem und Marblehead. Es kam auch zur berüchtigten Exkursion nach Warren, die Wandrei in Marginalia schildert (1944 bei Arkham House erschienen). Hierbei testeten Wandrei, Lovecraft und James Ferdinand Morton jeweils 28 verschiedene Eiskrem-Geschmacksrichtungen in Maxfield’s Ice Cream Parlour.
Bis Ende der 1930er schrieb Wandrei für Pulp-Magazine. Als Freund und Protégé Lovecrafts war er Mitglied des Lovecraft-Zirkels – wie auch Frank Belknap Long, Clark Ashton Smith, Robert H. Barlow, Henry S. Whitehead, August Derleth, Forrest J Ackerman, Robert Bloch, Robert E. Howard u. a. Dem Chefredakteur Farnsworth Wright des Magazins Weird Tales drohte Wandrei in einem Ultimatum an, dass der Lovecraft-Zirkel nicht mehr bei ihm publiziert werde, wenn er nicht Lovecrafts The Call of Cthulhu verlegen würde. Wandrei trug zwei Geschichten zum Cthulhu-Mythos bei: The Fire Vampires (1933) und The Tree-Men of M'Bwa (1933).

## Lyrik und Pulp Fiction
Wandrei war der erste Lyriker, der eine Reihe von Sonetten in Weird Tales veröffentlichte: Sonnets of the Midnight Hours. Dies fand Lovecraft so gut, dass er seine eigene Lyrik-Serie Fungi From Yuggoth startete. Auch Lovecrafts Freund Robert E. Howard verfasste mit Sonnets out of Bedlam eine entsprechende Serie.
Mit Dead Titans, Waken! vollendete Wandrei 1932 seine einzige Fantasy-Geschichte in Romanlänge, die jedoch von drei Verlagen – Harpers, Kendall und John Day – rigoros abgelehnt wurde. Erst 1948 sollte Arkham House eine stark überarbeitete Version mit dem Titel The Web of Easter Island herausbringen. Das Original wollte S.T. Joshi in den späten 1990ern bei Fedogan & Bremer publizieren, doch dazu kam es nicht. Erst 2012 veröffentlichte der US-amerikanische Verlag Centipede Press das Buch zusammen mit Wandreis Erzählung Invisible Sun.
1933 wohnte Wandrei in New York nahe Street & Smith, dem Verlagshaus von Astounding Stories, sodass er dort persönlich neue Texte vorbeibringen konnte: z. B. Colossus, die erste thought variant story (eine Geschichte über völlig neue oder unerforschte Ideen wie das Zeitreise-Paradoxon oder fremde Dimensionen). Damit gelang Wandrei eine Wiederbelebung des etwas unpopulär gewordenen Genres Astounding unter seinem Verlagsmentor F. Orlin Tremaine. Von Wandrei erschienen unter anderem 16 Geschichten in Astounding Stories, 14 in Weird Tales und diverse weitere in anderen Magazinen wie Esquire. In den 1930ern verfasste Wandrei außerdem mehrere nicht-phantastische Erzählungen und einige Theaterstücke, so auch eine Zusammenarbeit mit seinem Bruder Howard, doch nichts davon interessierte Verleger oder Agenten.

## Verlag Arkham House
Mit August Derleth gründete Wandrei 1939 den Verlag Arkham House, um Lovecrafts literarisches Erbe aufleben zu lassen – ein Projekt, durch das Wandrei wohl bekannter wurde als durch seine eigenen Werke. Einen Großteil der redaktionellen Aufarbeitung von Lovecrafts Selected Letters, wie sie bei Arkham House in fünf Bänden erschienen sind, leistete Wandrei.
Nebenher entwarf er Texte für Gang Busters und andere Comic-Serien in den 1940ern; des Weiteren verfasste er Liedtexte in Hollywood. Nach dem Zweiten Weltkrieg schrieb er wieder speculative fiction stories, von denen manche in der Comic-Serie Weird Science verwertet wurden: z. B. A Scientist Divides in Ausgabe 6 (Divide and Conquer) und A Monster From Nowhere in Ausgabe 7 (Monster From the Fourth Dimension).
In den 1970ern fühlte sich Wandrei ungerecht behandelt und startete einen langwierigen Urheber- und Finanz-Rechtsstreit gegen den von ihm selbst mitgegründeten Verlag Arkham House. Auf einem Kongress begegnete Wandrei 1976 dem Verleger Philip Rahman und beide wurden Freunde; drei Jahre nach Wandreis Tod 1987 gründeten Rahman und sein Partner Dennis Weiler das Verlagshaus Fedogan & Bremer, um Werke von Donald und Howard Wandrei sowie von anderen klassischen Pulp-Autoren herauszugeben.

## Ehrungen
- 1984: World Fantasy Award für sein Lebenswerk[1]

## Bibliografie

### Lyrik
- Ecstasy & Other Poems, The Recluse Press, Althol (MA) 1928. – Limitierte Auflage (322 Stück).
- Dark Odyssey, Webb Publishing, Salem (OR) 1931. – Limitierte Auflage (400 Stück), mit fünf Illustrationen von Howard Wandrei.
- Poems for Midnight (Gedichtband), Arkham House, Sauk City (WI) 1964.
- Collected Poems, Necronomicon Press, West Warwick (RI) 1988. – Ed. v. S.T. Joshi, illustr. v. Howard Wandrei, OCLC 21630466.
- Sanctity and Sin: The Collected Poetry and Prose-Poems of Donald Wandrei, Hippocampus Press, New York (NY) 2008. – Ed. v. S.T. Joshi, illustr. v. Howard Wandrei, ISBN 0-9771734-9-6.

### Prosa
- The Eye and the Finger, Arkham House, Sauk City (WI) 1944.
- The Web of Easter Island, Arkham House, Sauk City (WI) 1948.
- Strange Harvest, Arkham House, Sauk City (WI) 1965.
- Colossus (ed. Philip J Rahman & Dennis E Weiler), Fedogan & Bremer, Minneapolis (MN) 1989, ISBN 1-878252-00-3. – Eine erweiterte 2. Aufl. erschien 1999 mit den Zugaben A Stranger Passes u. If, plus Fotogalerie u. aktualisierte Einführung von Richard L. Tierney, ISBN 1-878252-45-3.
- Don't Dream: The Collected Fantasy and Horror of Donald Wandrei (ed. Philip J Rahman & Dennis E Weiler), Fedogan & Bremer, Minneapolis (MN) 1997, ISBN 1-878252-27-5.
- Frost, Fedogan & Bremer, Minneapolis (MN) 2000, ISBN 1-878252-42-9.
- Three Mysteries, Fedogan & Bremer, Minneapolis (MN) 2000, OCLC 51309341.

### Briefe
- Mysteries of Time & Spirit: The Letters of H.P. Lovecraft & Donald Wandrei (ed. S.T. Joshi & David E Schultz), Night Shade Books, San Francisco (CA) 2002, ISBN 1-892389-49-5.

## Sekundärliteratur
- Leigh Blackmore: Ecstasies and Odysseys: The Weird Poetry of Donald Wandrei. In: Phillip A. Ellis, Benjamin J. Szumskyj (Hrsg.): Rhythmic Toil Combin'd: Poets of the Lovecraft Circle. Mythos Books, New York (NY) 2007.
- Phillip A. Ellis: A Concordance to the Poetry of Donald Wandrei. Hippocampus Press, New York (NY) 2008, ISBN 978-0-9814888-2-0. – Gratis: PDF
- Don Herron: Collecting Donald Wandrei. In: Firsts (Okt. 1999), o. V., o. O. 1999. – Gratis: HTML.
- S. T. Joshi: Donald Wandrei: Nightmare in Green. In: Emperors of Dreams: Some Notes on Weird Poetry (Kap. 5), P’rea Press, Sidney 2008, ISBN 978-0-9804625-3-1 u. ISBN 978-0-9804625-4-8.
- Richard L. Tierney: Introduction. In: Colossus: The Collected Science Fiction of Donald Wandrei. Fedogan & Bremer, Minneapolis (MN) 1999 (2. Aufl.).

## Einzelnachweis
1. ↑  WFA 1984

| Personendaten    | Personendaten                                                                                  |
| ---------------- | ---------------------------------------------------------------------------------------------- |
| NAME             | Wandrei, Donald                                                                                |
| ALTERNATIVNAMEN  | Wandrei, Donald Albert (vollständiger Name)                                                    |
| KURZBESCHREIBUNG | US-amerikanischer Autor von SciFi-, Fantasy- und Horrorliteratur sowie Lyriker und Herausgeber |
| GEBURTSDATUM     | 20. April 1908                                                                                 |
| GEBURTSORT       | Saint Paul, Minnesota                                                                          |
| STERBEDATUM      | 15. Oktober 1987                                                                               |
| STERBEORT        | Saint Paul, Minnesota                                                                          |